# Sedlovice
Sedlovice jsou malá vesnice, část obce Němčice v okrese Prachatice v Jihočeském kraji. Nachází se asi 1,5 kilometru jihozápadně od Němčic. Je zde evidováno 15 adres. V roce 2011 zde trvale žilo 21 obyvatel.
Sedlovice jsou také název katastrálního území o rozloze 1,7 km².

## Historie
První písemná zmínka o vesnici pochází z roku 1300.

## Obyvatelstvo
| Rok            | 1869 | 1880 | 1890 | 1900 | 1910 | 1921 | 1930 | 1950 | 1961 | 1970 | 1980 | 1991 | 2001 | 2011 | 2021 |
| -------------- | ---- | ---- | ---- | ---- | ---- | ---- | ---- | ---- | ---- | ---- | ---- | ---- | ---- | ---- | ---- |
| Počet obyvatel | 92   | 109  | 64   | 97   | 102  | 89   | 75   | 41   | 40   | 46   | 34   | 23   | 22   | 21   | 20   |
| Počet domů     | 16   | 18   | 17   | 17   | 17   | 17   | 18   | 18   | 18   | 12   | 10   | 13   | 15   | 15   | 14   |

## Obecní správa
Při sčítání lidu v letech 1850–1920 Sedlovice byl osadou obce Zvěřetice v okrese Prachatice. V letech 1921–1952 byly samostatnou obcí v okrese Prachatice. V letech 1953–1959 byly osadou obce Němčice v okrese Prachatice. V letech 1960–1976 byly částí obce Mahouš v okrese Prachatice. Od 30. dubna 1976 jsou opět částí obce Němčice v okrese Prachatice.